# قرقاول طلایی
قرقاول طلایی (نام علمی: Chrysolophus pictus) نام یک گونه از زیرخانواده قرقاولیان است.